# Токсук Беј (Аљаска)
Токсук Беј (енгл. Toksook Bay) град је у америчкој савезној држави Аљаска.

## Демографија
По попису из 2010. године број становника је 590, што је 58 (10,9%) становника више него 2000. године.
| Група             | 2000.     | 2010.     |
| Белци             | 13 (2,4%) | 26 (4,4%) |
| Афроамериканци    | 0 (0,0%)  | 2 (0,3%)  |
| Азијати           | 0 (0,0%)  | 1 (0,2%)  |
| Хиспаноамериканци | 0 (0,0%)  | 6 (1,0%)  |
| Укупно            | 532       | 590       |